# Pyrrosia stictica
Pyrrosia stictica là một loài dương xỉ trong họ Polypodiaceae. Loài này được Kunze Holttum mô tả khoa học đầu tiên năm 1968.